# 野村證券
- 野村証券

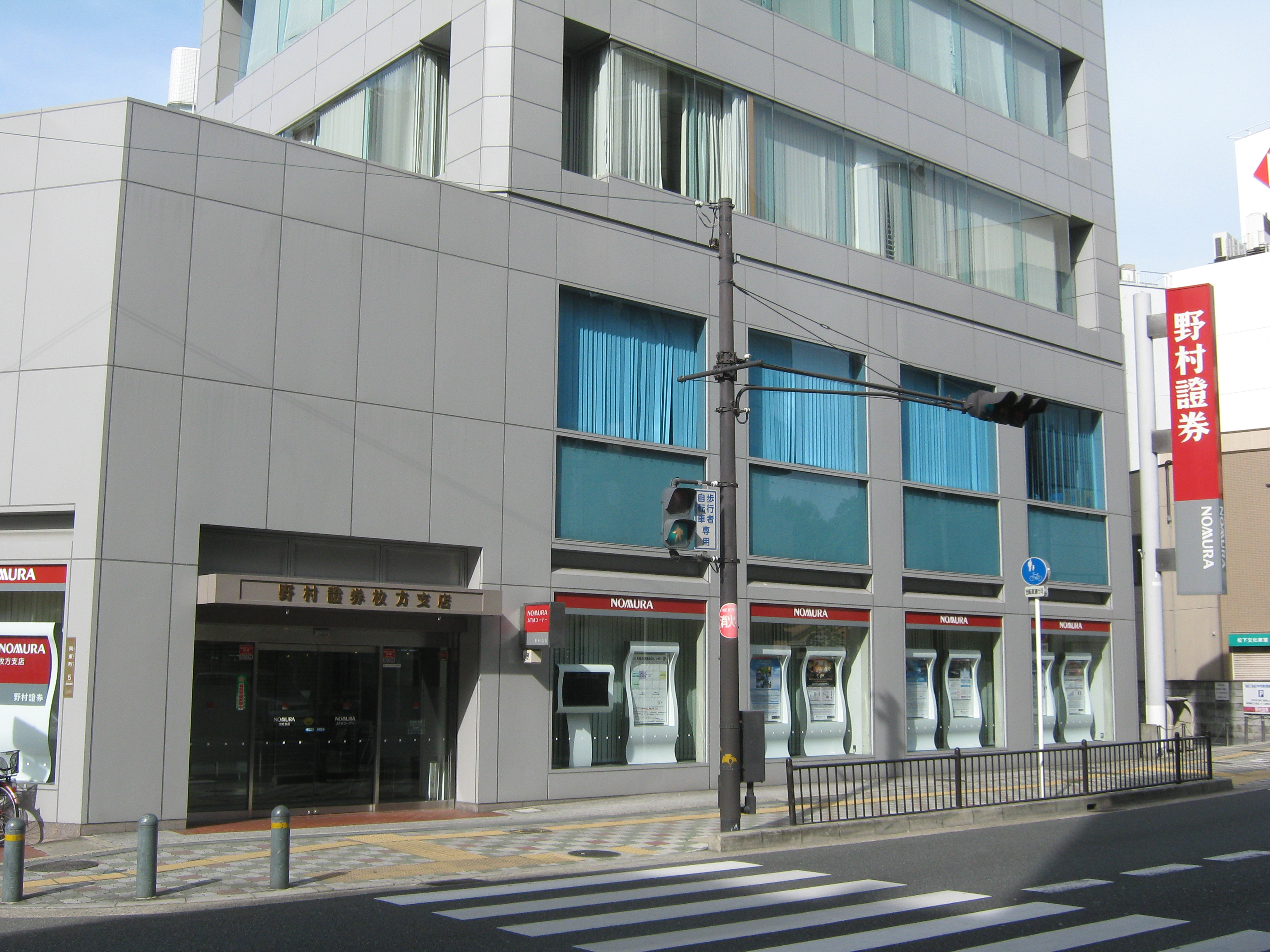
枚方支店（枚方市）

野村證券株式会社（のむらしょうけん、英: Nomura Securities Co., Ltd.）は、1918年設立の大阪野村銀行を基盤に、現在は東京都中央区日本橋に本拠を構える、野村ホールディングス傘下の子会社で証券会社。野村グループの証券業務における中核会社である。
歴史を通じて債券取引を強みに経営を拡大してきた。オイルショック以来の多国籍企業である。

## 概要
大和証券（大和証券グループ本社）、SMBC日興証券（SMFG）、みずほ証券（みずほFG）、三菱UFJモルガン・スタンレー証券（MUFG）とともに、21世紀における日本の総合証券会社大手5社の1角である。
また、顧客資産残高は153.5兆円（2024年3月末現在）を誇り、名実共に日本最大の証券会社である。
1997年の山一證券廃業（後に経営破綻）後は、日本での証券業界首位の企業となった。また、大和証券とともにメガバンクの金融持株会社（フィナンシャルグループ）に属さない独立系の証券会社である。
1925年に野村財閥の中核である旧・大阪野村銀行（財閥解体による商号変更で大和銀行、現在のりそな銀行）の証券部が独立して誕生した。
世界金融危機でリーマン・ブラザーズの買収に参加、シャドー・バンキング・システムを継承。欧州事業は野村の収益源である。

## 沿革

### 創業
1918年（大正7年）に野村財閥の二代目野村徳七によって 大阪野村銀行（後の大和銀行、現・りそな銀行）が設立。
1925年（大正14年）12月25日に大阪野村銀行 証券部が独立し、野村合名の直系会社として創立。資本金は500万円で10万株のうち野村合名が98,000株 (98%) 、残りも徳七個人の800株をはじめ、野村一族、大番頭らが出資。本店は 大阪市東区安土町2丁目（現在の大阪市中央区）。このときの初代社長は 片岡音吾であった。
野村證券は 1920年代前半の 無担保社債時代に急成長を遂げた。満州国経営のため発行される 日本国債の発行業務を担い 最古の山一證券などとともに八大証券会社の一つであった。
飯田清三（鹿児島県出身。1919年、東京帝国大学卒業。住友銀行から独立）が社長だった 1941年（昭和16年）に、日本初の投資信託業務の認可を受け、第二次世界大戦の戦費をファイナンスした。1941年から終戦する1945年まで、野村證券は 投信市場の47%を取引。
1946年（昭和21年）大阪から東京へ本社を移転した。
1949年（昭和24年）に東京証券取引所正会員（当時の社長は奥村綱雄）。投資顧問業務を拡大していた野村證券は、昭和30年代投信残高の急拡大を実行に移した（「池の中のメダカが、クジラになった。」と証券史で評された）。
瀬川美能留が社長であった1961年（昭和36年）に、株式を東京証券取引所・大阪証券取引所・名古屋証券取引所に上場、1965年（昭和40年）に調査部を分離独立させて株式会社野村総合研究所 (NRI) を設立。
1968年に社長となった北裏喜一郎は、翌年に会社をアメリカン証券取引所のメンバーとすることに成功した。オイルショックで野村證券は多くの外国株ファンドを立ち上げた。
1973年オランダのアムステルダムと西ドイツ（現・ドイツ）のフランクフルトに各支社を設けた（Nomura Europe N.V., Nomura Europe GmbH.）。

### 新・野村証券の設立
1978年からの社長である田淵節也は、1981年に会社をニューヨーク証券取引所の会員とすることに成功した。そして日本株を世界中の機関投資家に売り込んだ。「キャピタル」という自社開発のコンピュータシステムへ集積した情報をもとに、ファンドマネージャーがポートフォリオを組むようになった。
1986年、イングランド銀行が野村證券に銀行免許を交付。日英金融協議の結果であった。野村證券は1980年代なかばにダウ・ケミカルとIBMのユーロ円債発行の幹事を務めた。
節也は日本経済新聞の「私の履歴書」で当時のことを回顧した。節也の後任社長には田淵義久が就任したため、2代連続で同姓の社長となり、それぞれ大田淵（大タブチ）・小田淵（小タブチ）と称されていた。
1991年（平成3年）には、株取引に伴う損失補てん問題により、当時の社長であった義久が引責辞任した。また、このときの調べで、野村證券は石井隆匡が東京急行電鉄（現・東急）株を買占める窓口となっていたことも露見した。
1995年（平成7年） 証券取引等監視委員会は、市場の膨大な取引の中から野村証券が関与する不自然な取引を把握、情報収集及び任意調査を進め、野村証券がいわゆる総会屋との間で、取引一任勘定取引の契約を締結した上で、数年にわたり取引の受託、執行を行い、これらの取引の中で生じた損失を補てんするため、あるいは，利益を追加するため，多額の財産上の利益を提供していた事実を解明した。
1997年（平成9年）3月25日、証券取引等監視委員会は東京地方検察庁と合同で、野村證券の強制調査を実施。同年5月13日、証券取引等監視委員会は 犯則嫌疑法人野村證券及び犯則嫌疑者である同社元常務取締役A、同社元常務取締役Bほか1名を東京地方検察庁検察官に告発。大蔵大臣は、野村證券に対し行政処分として、株式関連務停止、全部店の株式関連業務停止、本店第一企業部の有価証券の売買，有価証券先物取引等の受託業務停止、本店の有価証券売買，有価証券先物取引等受託業務停止、公共債（国債，地方債，政府保証債）の引受及び入札参加禁止、代表取締役社長及び取締役2名の外務員登録取消を行った。総会屋・小池隆一に対する利益供与事件により、義久の後を継いだ酒巻英雄が引責辞任。相前後してこの利益供与事件と大蔵省接待汚職事件により家宅捜索を受け、野村証券の元常務が贈収賄容疑で逮捕された。
国際決済機関クリアストリーム2000年度口座リストによると、シーメンスはミュンヘンを本拠とする匿名口座をもち、野村證券と結びついていた。後に野村はブレグジットをきっかけとしてフランクフルトを改めて拠点とする。
2001年（平成13年）、持株会社移行に伴い新設の野村證券と金融持株会社の野村ホールディングスに機能を分割。旧野村證券が野村ホールディングス（持株会社）に衣替えし、新たに旧野村證券が行っていた証券・付帯業務を行う事業会社として、同年5月7日付で設立された野村證券分割準備株式会社へ会社分割の上資産等の移転が行われ、野村證券株式会社として、事業を継承した。このころ日本経済は日本国外に本拠地を置く法人に機関化されていった。
リサーチ機能のインハウス化によるグループ経営の効率化を目的として、野村総合研究所のもつ証券調査・市場調査などのリサーチ部門の一部を再編し、1997年（平成9年）に金融研究所（現在の金融経済研究所）を設置し、2004年（平成16年）には野村ホールディングス傘下の独立した法人として野村資本市場研究所を設立した。
2005年（平成17年）12月25日で創業80年を迎えたのを機に、2006年（平成18年）4月1日より連結グループ名称を「野村證券グループ」から「野村グループ」に変更した。
平成後期以降は、以前撤退したところに再出店したり、全ての店内ATMをセブン銀行に委託したり、バックオフィス部門を簡略化したりした営業拠点、各都市に支店を出店するなど攻勢をかけている。

### リーマンの大部分を買収
2007年（平成19年）10月下旬、野村証券の販売してきた証券化商品がサブプライムローン危機で値崩れし、売れ残りだけで巨額損失を計上したことが明らかとなった。11月、元野村ディーラーの阪中彰夫が証券取引等監視委員会の強制捜査を受けた。12月27日、野村証券は翌年4月からポートフォリオに資産担保証券を組み入れると発表した。
2008年（平成20年）3月4日にサブプライムローン危機で一気に会社の若返り人事を発表。氏家純一（野村HD会長）以降の野村を支えてきた経営陣が一線から引き、野村証券に執行役副会長のポストを4人置く新体制が発足。野村の「トロイカ体制」を築いてきた戸田博史と稲野和利のほか、副社長で投資銀行部門のヘッド・柳谷孝と常務の白井勲が就くという現体制となった。
2008年（平成20年）9月26日、サブプライムローン危機により破綻したリーマン・ブラザーズ（以下、リーマン）の欧州・中東部門を野村ホールディングスがわずか2ドルで買収したと日経新聞が報じた。世界金融危機をヨーロッパに波及させたシャドー・バンキングとして、リーマンがアムステルダムに持っていた証券化マシーン（Lehman Brothers Treasury）は、オランダ金融監督法（Wet op het financieel toezicht）の適用外とされていた。2008年10月6日には、欧州フィクスト・インカム部門において、リーマンの債券部門の元社員を約150名雇用したと発表した。10月14日には、野村ホールディングスとしてグループCOOの柴田拓美の指揮の下、リーマンのアジア・パシフィック地域部門の雇用等の継承を完了したと発表した。リーマン日本法人は野村證券が継承した。世界銀行の調査によると、アジア各国のシャドー・バンキングもシステミックリスクを無視できない。
なお、リーマンの北米事業は上記のプロセスでバークレイズが買収した。
2008年（平成20年）10月16日に、同野村ホールディングス100%子会社で、ネット専業のジョインベスト証券には約定通知が遅れるトラブルが発覚。数時間単位ではなく2日にも及ぶ遅延で、その間の10月16日には日経平均株価が戦後2番目の下落率となったため、約定通知が遅れた顧客の大半に損失が生じ、システムトラブルに対し顧客からの苦情が殺到した。何より、一度顧客に対し「失効」通知を出した後であったことが問題の根を深くしている。前代未聞の二日越しの遅延は証券関係者にとっても驚きで、各新聞でも取り上げられた。金融庁も問題の調査に乗り出したとされる。12月26日、元社員らインサイダー事件で有罪判決（東京地裁）。
2009年（平成21年）7月27日、連邦準備制度がプライマリー・ディーラーとして認可した。
2010年（平成22年）、前年から賄賂事件が問題化していたアイルランド銀行へ野村証券が資本参加した。ウェルズ・ファーゴも翌年12月に参加。2014年からは欧州中央銀行が同行の再編を指揮する国際問題となる。

### 東日本大震災以降の経営
2011年（平成23年）5月29日のしんぶん赤旗が報じたところによると、東日本大震災からの復興をめぐり、宮城県では村井嘉浩知事が、大企業が漁業権を獲得しやすくなる「水産業復興特区」構想を打ち上げていたが、宮城県復興の「青写真」づくりが野村総研の全面バックアップでおこなわれていた。事務局原案について意見を出す県の「復興会議」は、野村総研顧問や三菱総合研究所理事長らが委員定員の大部分を占めていた。
2012年（平成24年）7月31日、インサイダー防止規制を守らない経営実態が追及されて行政処分を受けた（金融商品取引法第51条に基づく業務改善命令）。機関投資家営業部署の職員が、収益第一主義の営業態勢等を同部署内に徹底したことにより、同部署内における法令遵守意識を欠落させ公募増資案件に係る法人関係情報の管理が不徹底な状況になっていた。機関投資家営業部署内でヘッジファンドを担当する職員は、社内アナリストが知り得る公募増資に係る情報等を聞き出そうと執拗に接触を行い、公募増資案件に係る法人関係情報の積極的な取得を行っていた。
こうして、渡部賢一グループCEO（最高経営責任者）と柴田拓美グループCOO（最高執行責任者）が引責辞任した。10月には、日本証券業協会が野村証券に対してインサイダー取引の罰金として過怠金3億円を課すことを発表した。
2013年（平成25年）1月31日、日経平均株価などの値動きに連動する仕組み債への投資で損害を受けたとして、大阪市のアパレル会社など2社が販売元であった野村証券に損害賠償を求めた訴訟で、最高裁第三小法廷（寺田逸郎裁判長）は野村証券側の上告を退けた。9月にはユーロクリアと日本国債の流動化を日銀へ主張した。
2014年（平成26年）5月19日、上海陸家嘴集団などとの間で中国での合弁会社の設立契約を締結したと発表した。
2015年（平成27年）4月6日、投資一任サービスとして「野村SMA(エグゼクティブ・ラップ)」の取扱いを開始。5月下旬、グノシー上場をきっかけとする株価操作疑惑が複数の媒体で報じられた。8月10日、金融市場調査部・チーフ財政アナリストにゴールドマン・サックス証券の西川昌宏を起用した。機関投資家など顧客向けにコメントの配信や助言業務を行う（投資顧問業）。4年ぶりの復帰となる。
2016年（平成28年）5月ごろから親会社の経営不振とレイオフが一部の媒体で報じられるようになった。6月、前CFOの柏木茂介（柏木雄介の息子）がシュローダー社長へ就任した。7月8日、リーマン・ブラザーズ証券の民事再生手続きをめぐり、リーマンに対する債務を抱えた野村信託銀行が債務を返済する際、同じグループの野村証券が持つ債権と相殺処理できるかどうかが争われた訴訟の上告審判決が最高裁第二小法廷（小貫芳信裁判長）でなされた。同小法廷は同じグループの第三者との相殺は認めないとする初判断を示した。判決によると、リーマンは2008年9月に民事再生手続き開始決定を受け、野村信託銀行に対し、デリバティブ取引の清算金支払いを求めた。同行は、野村証券の債権と相殺するとして支払いを拒んだ。2016年8月31日、野村アセットマネジメントは24年の歴史を持つ投資信託の一種、MMF（マネー・マネージメント・ファンド）の運用を償還のうえ終えた。同日付けの日本経済新聞が、マイナス金利で運用環境が悪化したと報じている。
2019年 (平成31年) 4月4日、野村証券の店舗数を削減すると発表。これまでの営業体制を大幅に転換し、デジタル戦略を加速させ成長が見込まれる分野に経営資源を投入する。
5月23日、金融庁は非公開情報を投資家に漏洩したとして、野村証券に対し業務改善命令を出す方針を固める。
6月5日、統合対象店舗を発表。東京・大阪・名古屋の3大都市圏25店舗を統合する。
2020年（令和2年）11月、山陰合同銀行との包括提携締結に伴い、ごうぎん証券の金融商品仲介口座の譲受を行った。

## 主要関連会社
- 野村総合研究所
- 野村土地建物
- 野村不動産グループ
- ジャフコ グループ (20.5%)

その他、証券会社ではLINE証券、丸八証券、だいこう証券サービス、いちよし証券、放送局では毎日放送、読売テレビとも親密であり、両社とも野村ホールディングスが大株主である。また、AIJ投資顧問の浅川和彦は野村OBの多いペイン・ウェーバーへ入社している。

## 特記事項
- 現在の日本橋本店旧館（日本橋野村ビルディング）は、1930年（昭和5年）に建設、野村銀行（大阪野村銀行より改称、財閥解体後の名称変更、大和銀行となる。現在のりそな銀行）の東京進出の拠点として建設、野村銀行東京支店などを経た後、戦後GHQの接収を受け一時リバービューホテルとなった。1946年（昭和21年）より野村証券本社として使用、野村銀行（大和銀行）東京支店は大手町旧日清生命会館に移転。
- 登記上の本店は東京の日本橋本社だが、役員が東京・大手町本社（東京都千代田区大手町二丁目2番2号 アーバンネット大手町ビル）に在駐しているため、本社機能は大手町に移っている。
- 海外ETFを扱っている。
- かつてバブル期に、証券各社はデパート内にミニ店舗を構えた事がある。野村も例外でなかった（そごう横浜店など）。
- 野村の一部の支店（元々から現金の取扱をしていない支店）を除き現金の取扱を2008年（平成20年）5月9日を最後に全て廃止し、あらかじめ指定されたATMネットワーク（一部の拠点を除く自店内に設置されたセブン銀行のATMを含む）、各部店毎に開設された銀行（地方により信用金庫のケースもある）の当座預金口座への振込により入金する事になった。
- メディアによって、野村証券の表記も見られる。
- 大阪野村銀行の流れを汲んでいることから、分社前は同一会社であり、同行の後継銀行であるりそな銀行が主幹事を務める大輪会に参加している[12]その一方で、親会社である野村ホールディングスは旧大阪野村銀行と同じく大阪を発祥としている三和銀行（現・三菱UFJ銀行）の融資系列で構成されているみどり会（三和グループ）に参加している[13]。

## 事件・事故・不祥事

### 社員らによるインサイダー取引
- 2008年4月に、中国人社員ら3人が、インサイダー取引をしていたとして逮捕された[14]。

### 社員による情報漏洩
- 2019年5月28日、金融庁は野村證券社員による情報漏洩が「インサイダー取引に匹敵する不適切行為」として、野村ホールディングスと野村證券に業務改善命令を出した[15]。

### 社員らによる相場操縦
- 2021年3月に、野村證券のトレーダーが、国債の先物取引において価格を不正に操作していたことが明らかとなり、証券取引等監視委員会は、該当のトレーダーの行為が金融商品取引法における相場操縦に該当するとして、野村證券に対して2,100万円余りの課徴金を命じるよう、金融庁に勧告した[16]。

### 社員による強盗殺人未遂事件
- 2024年10月31日、野村證券元社員の男が強盗殺人未遂及び現住建造物等放火の疑いで逮捕された事が判明した[17]。同年11月20日、男は強盗殺人未遂及び現住建造物等放火の容疑で起訴された[18]。

### “超富裕層向け営業マン”担当顧客から現金詐取
- 2025年2月6日、自身が担当していた都内在住の70代女性に対し「野村証券の社員に社内預金の積立枠が認められることになり、年2%の利率で返済できます」などと虚偽の説明をして自身の口座に1千万円を振り込ませたとして、元社員が詐欺容疑で逮捕された。元社員は容疑を認め、「野村証券というブランドを利用した」などと話しているという。当時は企業経営者ら富裕層に債券や株式を紹介する営業担当だった[19]。同年7月4日、岡山地裁は元社員に懲役10年、罰金300万円の判決を言い渡した[20]。

## 提供番組（テレビ）
2024年（令和6年）4月現在
- NEWS ZERO（日本テレビ、水曜B枠ネットセールス枠）
- News23（TBS、隔日・A枠ネットセールス）

過去
- どっちの料理ショー（読売テレビ）
- NNNきょうの出来事（日本テレビ）
- NEWS ZERO（日本テレビ）
- ワールドビジネスサテライト（テレビ東京）
- めざましどようび（フジテレビ）
- 和風総本家（テレビ大阪）
- 日経スペシャル カンブリア宮殿（テレビ東京）
- ウェークアップ!ぷらす（読売テレビ）
- JNNニュースデスク（TBS）
- JNNニュース（TBS）
- 情報7days ニュースキャスター（TBS）
- 水曜ロードショー (TBS)
- さんまのSUPERからくりTV (TBS)
- 全国一斉!日本人テスト（フジテレビ）
- JNN報道特集 (TBS)
- THE・サンデー（日本テレビ）
- 特命リサーチ200X (日本テレビ)
- 行列のできる法律相談所（日本テレビ）2011年10月より「鉄腕DASH」へ提供枠移動。
- ザ!鉄腕!DASH!!
- 月曜ゴールデン（TBS・一時降板時期あり）2014年10月より「炎の体育会TV」へ提供枠移動。
- 土曜プレミアム（フジテレビ）
- マジカル頭脳パワー!!（日本テレビ 1991年6月29日放送回をもって降板・同年10月よりLIONに入れ替え）
- 関西テレビ制作・月曜夜10時枠の連続ドラマ（関西テレビ）
- 林先生の初耳学（MBS制作・TBS系列、毎週前半枠と後半枠の交代）
- 炎の体育会TV（TBS）2021年4月より報道特集へ提供枠移動。
- 1億人の大質問!?笑ってコラえて!（日本テレビ）
- ZIP!（日本テレビ・金曜日）
- 報道特集（TBS）
- Nスタ（TBS、月曜日）
- あなたの駅前物語（テレビ朝日、一社提供）
- マイナビオールスターゲーム（テレビ朝日）
- 出没!アド街ック天国（テレビ東京） ほか